# مكتب خاركيف موروزوف لتصميم بناء الماكينات
مكتب خاركيف موروزوف لتصميم بناء الماكينات هي شركة مملوكة للحكومة الأوكرانية يقع مقرها الرئيسي في مدينة خاركيف، تقوم الشركة بتصميم العديد من المركبات المدرعة العسكرية مثل بي تي أر-3  وبي تي آر-4.